# تمبالاند
تيموثي زكري موسلي (بالإنجليزية: Timbaland)‏ (10 مارس، 1972)، يسمى غالبًا تِمبالاند، هو ملحن، مطرب، مغني راب وشاعر أمريكي عمل في بداياته مع أخيه مكونين فريقًا أسموه «تِمبالاند وماغو». تعامل تِمبالاند خلال حياته مع عدد من المطربين مثل 50 سنت وجاي زي واشتهر بعد ذلك بتعامله الناجح مع نيلي فرتادو وجاستن تيمبرلايك مكونين فريقًا ناجحًا عمل على تسجيل أفضل الأغاني التي أصدرت خلال عامَي 2006 و2007. خلال مسيرته الفنية غنّى تِمبالاند عدد من الأغاني كصوت دخيل كما طرح ألبومات منفردة ونجح في جذب الجمهور من هذه الناحية مع أن عمله كان منصبًا على تلحين الأغاني فبدأ حياته الفنية مع بداية التسعينات حيث لحن أول الأغاني لفرقة Jodeci التي أنهَت مشوارها الفنّي في 1996 ثم عادت في 2006 وهذه الفرقة كوّنت فريقًا مع تِمبالاند في أول تجاربه. عمل بعدها تِمبالاند مع الفنانة الزنجية الراحلة آليا حيث تبنى تِمبالاند موهبتها ولحّن لها ألبومها One In Million هذا إضافة إلى فنانة الراب ميسي إيليوت التي تبنى موهبتها أيضًا ولحّن لها ضربات شهيرة في التسعينات كانت أهمها أغنية Get Ur Freak On التي شارك في أغنيتها المصورة 9 مغنين من الأمريكيين الأفارقة. طرح بعدها تِمبالاند في التسعينات ألبومات كثيرة كان مصيرها معظمها الفشل لكنه استطاع النجاح حتّى تم تلقيبه “Super Producer”; أي “المُلحّن العملاق” أو "الصّانع الخارق"، بعد أن تعامل مع كل من جاستن تيمبرلايك ونيلي فرتادو مكونين أفضل فريق فنّي عرفه الفن الحديث، أصدر مؤخرًا هو وفرقة ون ريببلك (بالإنجليزية: One Republic) ريمكس لأغنيتهم المشهورة “Apologise”. حيث قاموا بتعديل بعض الموسيقى جذريًّا وإدخال صوت تِمبالاند بها ممَّ جعل الأغنية ضربة قوية حيث بقيت على قائمة أفضل عشر أغاني لأسابيع، والجدير بالذكر: أن فيديو هذه الأغنية صُوِّر من جديد بفيديو أفضل من سابقه، مع أنه غير مفهوم وواضح للمشاهد لكنّه أفضل بكثيرٍ من سابقه.

## نبذة

### السنوات الأولى
ولد تمبرلاند في مدينة نورفولك في ولاية فيرجينيا وهناك تعرف على المطربة ميسي إيليوت وMelvin Barcliff الذي كان يسمي نفسه Magoo وهما من الولاية نفسها التي ولد بها تمبالاند. في الأساس تمبالاند لم يكن سوى DJ عادي يعمل تحت اسم DJ Timmy Tim بعدها بدأ تمبالاند بالعمل الجاد حينما صنع أغاني هيب هوب في كازينو كان يملكه بنفسه وهنا تعرفت عليها ميسي إليوت وكونا سوياً فريقاً انتقلا بعدها إلى قرية صغيرة في نيويورك ليعملا على إنتاج الموسيقى بعدها عمل تمبالاند جاهداً مكوناً أرشيفاً فنياً من ناحية التلحين ففي 1996 وتحديداً في 8 أكتوبر في بداية مشوار تمبالاند أصدر أول عمل للمطرب Ginuwine بعنوان "Ginuwine...the Bachelor" حيث لحن له جميع أغاني ألبومه وبرزت أغنية بعنوان «فرس قزم» كان أثرها كبير في عالم الموسيقى حيث احتلت المركز السادس في الولايات المتحدة الأمريكية وهي من نوع موسيقى السامبا أو مايسمى «موسيقى الغابات موسيقى الأدغال»، الأغنية قام تمبالاند بتسجيلها في عام 1993 وقضت في المركز الأول أسبوعين في السباق الخاص بموسيقى آر إن بي وهاهي تبرهن نجاح تمبالاند منذ بدايته وتعتبر الأغنية أول أغنية رسمية يقوم تمبالاند بتلحينها على الإطلاق، وبعد أن أنهى تمبالاند تعاونه الناجح مع Ginuwine اتفق مع فنانة الراب ميسي إيليوت على كتابة وتلحين ألبوم كامل آخر للفنانة الشابة آليا بعنوان «واحد في المليون» بالإنجليزية "One in a Million" وهو الألبوم الذي علق في أذن المستمع وبيع منه 11 مليون نسخة حول العالم كبرهان آخر على نجاح تمبالاند في بداية مشواره الفني. فتحت هذه التعوانات لتمبالاند باب الشهرة حيث أخذت الطلبات تتزايد عليه حتى أنه قام بتلحين أغاني ناجحة لجاي زي وهنا بدأ تمبالاند التركيز بالألحان العربية والشرقية حيث دمجها مع الغربية وأخذ يستخدم الطبلة كواحدة من أهم الآلات المستخدمة في موسيقاه وهذا يظهر جلياً في أغنية جاي زي "Big Pimpin'" المقتبسة من أغنية «خسارة» للفنان المصري القدير عبد الحليم حافظ هذا إضافة إلى أغنية "Get Ur Freak On" لميسي إليوت المقتبسة من ألحان البنجابي الهندية وأغنيتي آليا الأولى بعنوان "Don't Know What to Tell Ya" من ألبومها الذي أصدرته شركتها المنتجة بعد مقتلها على إثر حادث طائرة "I Care 4 U" وهي مقتبسة من أغنية المطربة الجزائرية وردة الجزائرية الشهيرة «بتونس بيك» إضافة إلى أغنية "More Than a Woman" من ألبوم آليا الأخير قبل وفاتها بعنوان آليا وهي مقتبسة من أغنية للسورية ميادة الحناوي وهنا يظهر أثر تمبالاند في إثارة هذا الفن الجديد وهو إضافة الموسيقى الشرقية إلى الأغاني الغربية وقد انتشر هذا الفن بشكل فظيع في العالم الغربي في الفترة الأخيرة.

### الوقت الحاضر
خلال فترة منتصف التسعينات تعامل تمبالاند مع الفنانة الشابة آليا حيث أنتج لها خلال فترة طويلة عدداً كبيراً من الأغاني التي وإن نجح بعضها فإنها لا تضاهي النجاح الذي رافق تمبالاند عندما تعامل للمرة الأول في 2002 مع جستن تيمبرلاك ومن ثم مع نيللي فرتادو في 2006. بداية نجاح تمبالاند في الألفينات كان في 2002 عندما لحن الألبوم المنفرد الأول لجستن تيمبرلاك بعد أن انفصل عن فرقته إن سينك كان هذا الألبوم مفتاح شهرته التي تكونت بشكل أكبر في 2006 بعد أن لحن ألبوم كل من نيللي فرتادو بعنوان «لووس» وجستن تيمبرلاك بعنوان «فيوجرسكس/لوف ساوند» اشتهر تمبالاند إعلامياً وأخذت الصحف تتحدث عنه وأصبح واحداً من أشهر ملحني الغرب وذلك بوجود ضربات غنائية مثل «برومسكيوس» و«مانإيتر» و«سي إت رايت» و«أول غود ثينغز (كوم تو أن إند)» لنيللي فرتادو و«مؤخرة مثيرة» و«حبيبتي» و«ماذا يحدث حولي» لجستن تيمبرلاك وهاهو تمبالاند ينوي جمع المطربين الاثنين في أغنية بعنوان «كراود كونترول». طرح تمبالاند بعد تعامله مع فرتادو وتمبرلك ألبومه المنفرد الثاني بعنوان "Shock Value" جامعاً باقة من المطربين في ألبوم واحد. موسيقى تمبالاند امتازت بالنضج مع إطلاق كل من «فيوجر سكس/لوف ساوند» و«لووس» حيث ظهر ما يمسمى "Timbaland's "New" Sound" حيث بدا واضحاً استخدام آلات جديدة وأنواع موسيقية أخرى لم يستخدمها مسبقاً وهذا مع تعاونه لأول مرة مع رفيق في التلحين استخدمه تمبالاند في مساعدته بأعماله وهو Danja حيث لحنا معاً أول ألبوم مجتمعين لأول مرة هو لووس لنيللي فرتادو الذي طرح منه أغنية برومسكيوس التي كانت نغمتها مختلفة عن كل ماطرح مسبقاً كما أن تنوع الأنواع الموسيقية بدا واضحاً ففي ألبوم فرتادو احتوى على الآر إن بي في «سي إت رايت (Say It Right)» والهيب هوب في «برومسكيوس (Promiscuous)» والبوب في «مانإيتر (Maneater)» والفن الشرقي في «ويت فور يو (Wait For You)» وقليل من الروك في «أفريد (Afraid)» أما في ألبوم «فيوجرسكس/لوف ساوند» فقد ظهرت موسيقى جديدة تميز بها جستن تيمبرلاك خاصة في أغنية «الحب المخدر (LoveStoend)» التي استخدم بها تمبالاند الغيتار الكهربائي. في بداية 2007 قام أحد مستخدمي موقع يو توب بفضح تمبالاند وذلك بعرض كليبات لأغنية فنلندية تطابق أغنية المطربة نيللي فرتادو دو إت التي طرحت ضمن ألبوم لووس حيث حصلت عدة مناوشات مع الجهة الأخرى حتى تمت تسوية الأمر وطرحت الأغنية كسنغل، والغريب أن قضية سرقة لحن أغنية فنلندية وصلت إلى المحاكم بينما لم تصل قضايا سرقة تمبالاند لأغاني عربية لكل من عبد الحليم حافظ وميادة الحناوي ووردة وشيرين عبد الوهاب وعيضة المنهالي إلى أي محكمة وهنا يظهر ضعف الموقف العربي أمام هذه السرقات. تمبالاند تزوج في صيف 2008 من حبيبته التي تعمل في شركته والعجيب أن حفل الزفاف تم في جزيرة معزولة يليق بالحال التي آلت بتمبالاند من الغنى الفاحش بعد النجاح الذي حققه في تلحين ألبومات لفنانين كبار ابتداءً بنيللي فرتادو في 2006 وانتهاءً بمادونا في 2008 وآشلي سمبسون في 2008.

## الأعمال

### الألبومات المنفردة
| العام | معلومات                                                                                          | الترتيب في السباقات | الترتيب في السباقات | الترتيب في السباقات | الترتيب في السباقات | الترتيب في السباقات | الترتيب في السباقات | المبيعات والجوائز                                    |
| العام | معلومات                                                                                          | الولايات المتحدة    | المملكة المتحدة     | أستراليا            | ألمانيا             | كندا                | العالم              | المبيعات والجوائز                                    |
| ----- | ------------------------------------------------------------------------------------------------ | ------------------- | ------------------- | ------------------- | ------------------- | ------------------- | ------------------- | ---------------------------------------------------- |
| 1998  | Tim's Life from da Bassment - أول ألبوم في استديو - الإصدار: 24 نوفمبر 1998 - نوع الإصدار: سي دي | 41                  | -                   | -                   | -                   | -                   | -                   | المبيعات: لا يوجد معلومات الجائزة الأمريكية: ذهبية   |
| 2007  | Shock Value - أول ألبوم في استديو - الإصدار: 3 أبريل 2007 - نوع الإصدار: سي دي                   | 5                   | 2                   | 1                   | −                   | 2                   | 3                   | المبيعات: 2 مليون نسخة الجائزة الأمريكية: بلانتينيوم |

### ألبوم تمبالاند ومانجو
| العام | معلومات                                                                                       | الترتيب في السباقات | الترتيب في السباقات | الترتيب في السباقات | الترتيب في السباقات | الترتيب في السباقات | الترتيب في السباقات | المبيعات والجوائز                                      |
| العام | معلومات                                                                                       | الولايات المتحدة    | المملكة المتحدة     | أستراليا            | ألمانيا             | كندا                | العالم              | المبيعات والجوائز                                      |
| ----- | --------------------------------------------------------------------------------------------- | ------------------- | ------------------- | ------------------- | ------------------- | ------------------- | ------------------- | ------------------------------------------------------ |
| 1997  | Welcome to Our World - أول ألبوم في استديو - الإصدار: 28 أكتوبر 1997 - نوع الإصدار: سي دي     | 33                  | -                   | -                   | -                   | -                   | -                   | المبيعات: +1.5 مليون نسخة الجائزة الأمريكية: بلانتنيوم |
| 2001  | Indecent Proposal - ثاني ألبوم في استديو - الإصدار: 20 نوفمبر 2001 - نوع الإصدار: سي دي       | 29                  | -                   | -                   | -                   | -                   | -                   | المبيعات: الجائزة الأمريكية: لا يوجد معلومات           |
| 2003  | Under Construction p. 2 - ثالث ألبوم في استديو - الإصدار: 18 نوفمبر 2003 - نوع الإصدار: سي دي | -                   | -                   | -                   | -                   | -                   | -                   | المبيعات: الجائزة الأمريكية: لا يوجد معلومات           |

## وصلات خارجية
- تمبالاند على موقع IMDb (الإنجليزية)
- تمبالاند على موقع ميتاكريتيك (الإنجليزية)
- تمبالاند على موقع الموسوعة البريطانية (الإنجليزية)
- تمبالاند على موقع روتن توميتوز (الإنجليزية)
- تمبالاند على موقع ألو سيني (الفرنسية)
- تمبالاند على موقع ميوزك برينز (الإنجليزية)
- تمبالاند على موقع رولينغ ستون (الإنجليزية)
- تمبالاند على موقع أول موفي (الإنجليزية)
- تمبالاند على موقع قاعدة بيانات الأفلام السويدية (السويدية)
- تمبالاند على موقع إن إن دي بي (الإنجليزية)
- الموقع الرسمي لتمبالاند
- موقع مجموعة موسلي الموسيقية نسخة محفوظة 2 يوليو 2010 على موقع واي باك مشين.
- ماي سبيس الرسمي لتمبالاند
- بلاك بلانت الرسمي لتمبالاند